# Barnston
Barnston is een civil parish in het bestuurlijke gebied Uttlesford, in het Engelse graafschap Essex met 947 inwoners.